# Mauno Tamminen
Mauno Rufus Tamminen, född 27 januari 1902 i Kymmene, död 11 oktober 1965, var en finländsk sångare och sångpedagog.
Tamminen studerade vid Helsingfors kyrkmusikinstitut 1925–1929 och studerade sång hos Veli Lehto, Oiva Soini och Eino Rautavaara vid Helsingfors konservatorium. Han erhöll diplom därifrån 1935. Han var kantor vid Berghälls församling 1941–1965 samt var sångpedagog vid Helsingfors konservatorium från 1931 och vid kyrkmusikinstitutet 1939. Från 1952 var han även lektor vid Sibelius-Akademin och erhöll titeln director cantus 1943. Han var sedan 1936 gift med sångerskan Eeva Pasila-Tamminen.
Tamminen gjorde 35 skivinspelningar åren 1930-1931 samt 1939. Han började 1930 att uppträda med Melody Boys och förde året därpå samarbete med Melody Boys, Amarillo och Klimscheffskij-orkesteri. 1939 återkom han med ett fåtal skivinspelningar tillsammans med pianisten och organisten Taneli Kuusisto.